# 硬枝碱蓬
硬枝碱蓬（学名：Suaeda rigida）是苋科碱蓬属的植物，是中国的特有植物。分布于中国大陆的新疆等地，一般生于胡杨林下，目前尚未由人工引种栽培。
其种加词“rigida”来源于拉丁文“rigidus”，意为“坚硬的，僵硬的”。